# Valentin Haüy

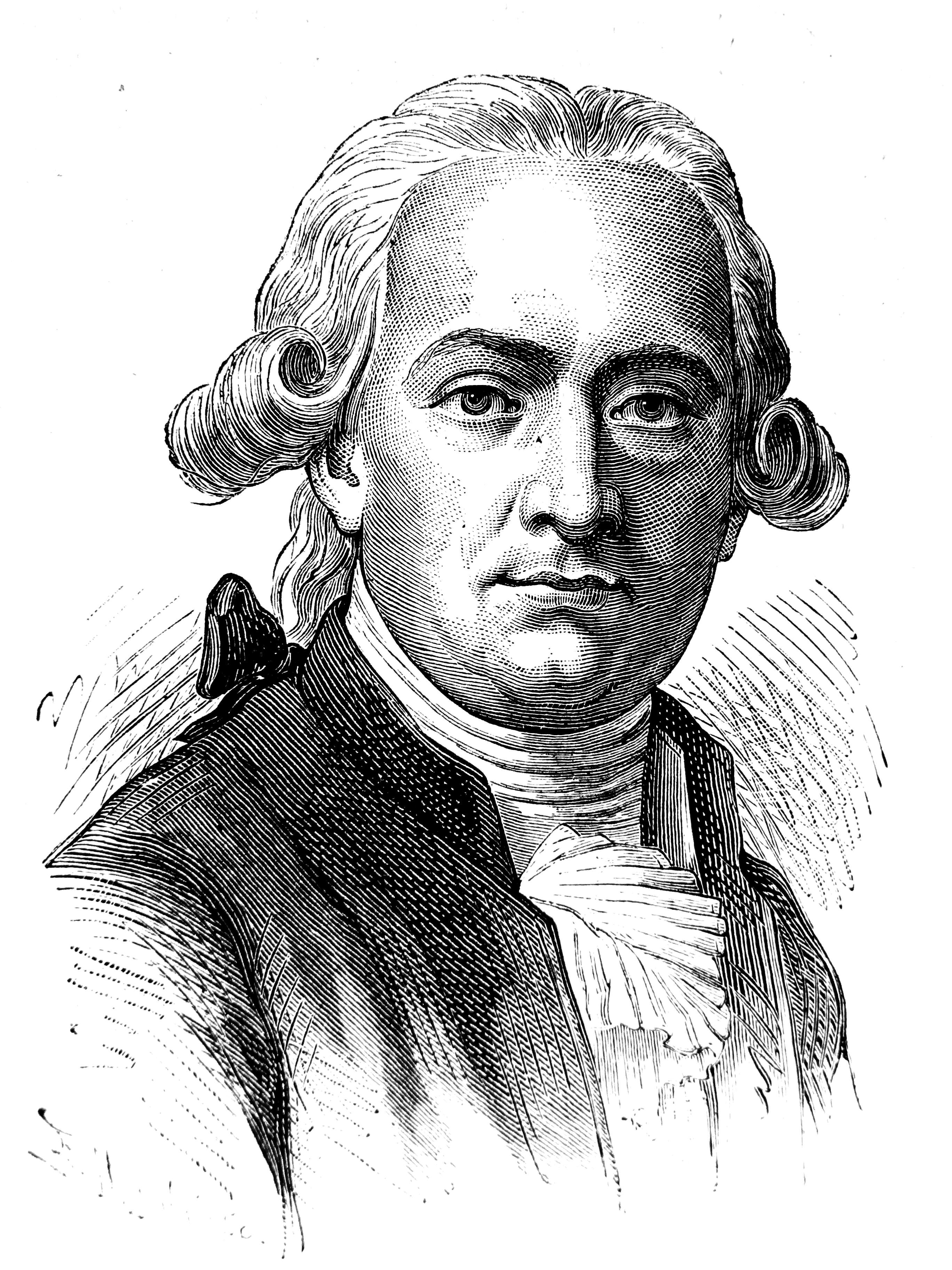
Valentin Haüy (Album du centenaire)

Valentin Haüy (Saint-Just-en-Chaussée, 13 november 1745 — Parijs, 19 maart 1822) broer van de mineraloog René Just Haüy, was een der eerste Fransen die zich inzette voor de sociaal-culturele integratie van blinden. Hij was de stichter van de eerste blindenschool in Parijs, die uitgroeide tot het latere Institut national des jeunes aveugles. Hij ontwikkelde ook lesmateriaal voor hen en zette zich actief in voor hun integratie in de arbeidsmarkt.
Valentin Haüy is geboren op 13 november 1745 in een familie van wevers in Saint-Just-en-Chaussée (departement Oise).
Hij studeerde klassieke talen in Parijs en beheerste Latijn, Grieks, Hebreeuws en een tiental moderne talen. Hij werkte als vertaler van officiële documenten en werd in 1781 docent aan het Bureau académique d'écriture. In 1783 werd hij tolk voor de koning en sinds 1786 voerde hij officieel de titel Tolk van de koning, van de Admiraliteit en van het Stadhuis.
In 1771 werd hij op een kermis bij een voorstelling door blinden zozeer pijnlijk getroffen door de spottende respectloze houding van het publiek, dat hij het idee opvatte een school te stichten naar het model van de doofstommenschool van Abbé de l'Épée.
In 1784 kwam dit idee ten uitvoer toen hij een jonge blinde bedelaar, François Lesueur, een fooi gaf. De bedelaar waarschuwde hem dat hij een te groot muntstuk had gegeven. Hij werd zijn eerste leerling. Het bracht hem op het idee blinden te leren lezen met speciaal grote letters in reliëf in kartonpapier gedrukt. Lesueur leerde lezen, schreef zinnen, verwierf een begin van orthografie, en leerde de vier elementen van het basisrekenen. Hij was een snelle leerling en Haüy publiceerde dit succes al in september 1784 in het Journal de Paris. Het leverde hem een aanmoediging van de Académie des sciences op.
Een sociale instelling die net in 1783 een weverij had opgericht, had ook de zorg voor een twaalftal blinden en zij schakelden Valentin Haüy in om hen te scholen. In 1786 was het Institution des Enfants Aveugles een feit. De doelstelling was leerlingen onderwijs te geven en ze een handwerk te leren zoals weven of drukken. Op 26 december 1786 viel Haüy de hoge eer te beurt zijn 24 leerlingen aan de koning Lodewijk XVI in Versailles te mogen presenteren.

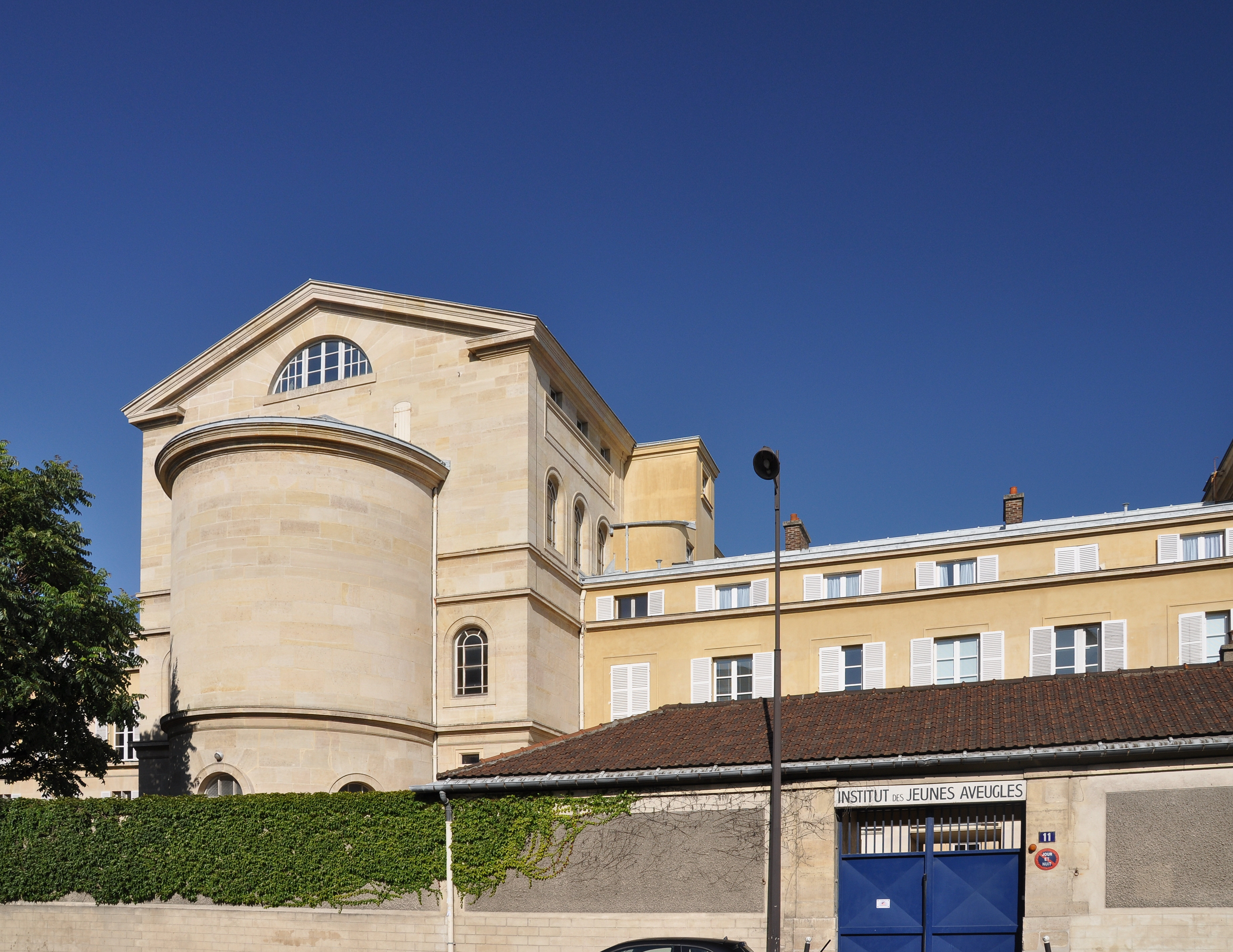
Het Institut national des jeunes aveugles in Parijs

Tijdens de Franse Revolutie werd het instituut op 28 september 1791 overgenomen door de staat en werd 't het Institut national des aveugles travailleurs. Haüy nam actief deel aan het politieke leven van zijn tijd. Hij liet zijn leerlingen en het schoolorkest deelnemen aan burgerfeesten en hij was achtereenvolgens secretaris van de Assemblée Primaire bij de verkiezingen van 1792; burgercommissaris en revolutionair commissaris. In 1795 werd hij gearresteerd op beschuldiging van terrorisme; vrijgelaten, opnieuw gearresteerd en ten slotte toch weer vrijgelaten. Hij werd lid van de groep van theophilantropen. Dit bracht hem in moeilijkheden onder het Consulaat, en weer werd hij als terrorist aangemerkt. Hij werd uit zijn functies ontheven. Op uitnodiging van tsaar Alexander I ging hij in 1805 naar Rusland, waar hij in Sint-Petersburg een blindenschool stichtte die hij elf jaar leidde. In 1817 kwam hij terug naar Frankrijk, waar hem tot zijn grote teleurstelling de toegang tot zijn oude school, intussen omgedoopt tot Institution Royale des Jeunes Aveugles, ontzegd werd. Het instituut kreeg in 1821 een nieuwe directeur, en die organiseerde alsnog een eervol onthaal voor Haüy. Een van de leerlingen op dat moment was de jonge Louis Braille. Na enige maanden door zwakte aan huis gekluisterd te zijn, stierf Valentin Haüy op 19 maart 1822. Tijdens de uitvaart in de kerk Saint-Médard voerden blinde leerlingen de requiemmis uit, die door een van hen was gecomponeerd. Op zijn graf op het kerkhof Père-Lachaise eren zijn leerlingen hem met een plaquette "À Valentin Haüy 1745-1822. Les Aveugles Reconnaissants" (Aan Valentin Haüy 1745-1822. De Dankbare Blinden).